# Muszkowice
Muszkowice est une localité polonaise de la gmina de Ciepłowody, située dans le powiat de Ząbkowice Śląskie en voïvodie de Basse-Silésie.

## Histoire
De 1742 à 1945, Moschwitz fait partie de l'arrondissement de Münsterberg puis à partir de 1932, de l'arrondissement de Frankenstein-en-Silésie dans le district de Breslau au sein de la province de Silésie.